# Albert Lebourg

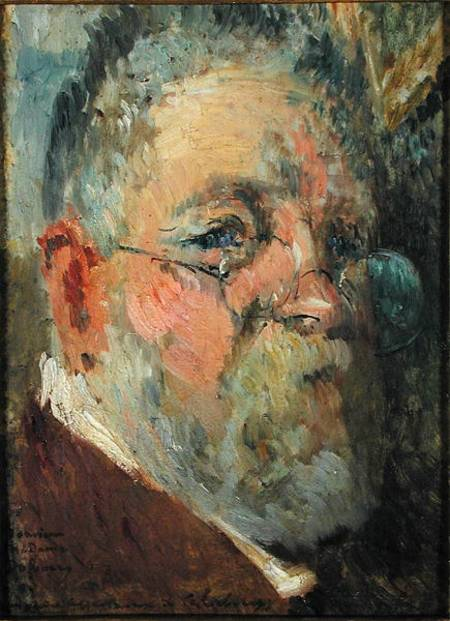
Selbstporträt

Albert Marie Lebourg (* 1. Februar 1849 in Montfort-sur-Risle; † 6. Januar 1928 in Rouen) war ein französischer Landschaftsmaler der École de Rouen.
Albert Lebourg besuchte das Lycée Évreux. Er studierte Malerei an der Académie de Peinture et de Dessins in Rouen bei Gustave Morin. Danach wanderte er nach Algier aus, wo er an einer Schule von 1872 bis 1877 Zeichnen unterrichtete. Dort traf er den Maler Jean Seignemartin (1848–1875) aus Lyon, unter dessen Einfluss Lebourg seine Farbpalette aufhellte. Er heiratete in Algier im Jahr 1873.
Im Jahr 1879 debütierte er auf der Impressionistenausstellung neben Claude Monet, Alfred Sisley, Pierre-Auguste Renoir u. a. Seitdem nahm er mehrmals an den Impressionistenausstellungen teil. Nach Frankreich zurückgekehrt, nahm er Wohnsitz in Paris, zunächst am Quai de Paris 9. Seine späteren Adressen waren von 1898 bis 1903 Rue de la Cage 16 und ab 1903 Quai du Havre 9, mit Sicht auf die Seine. Der Fluss erscheint in zahlreichen seiner Werke. Zudem hatte er ab 1892 ein Haus in Rouen, wo er einen großen Teil des Jahres verbrachte.
Im September 1920 erlitt Lebourg eine Lähmung der linken Körperhälfte. Trotzdem heiratete er am 26. Februar 1921 wieder. Seine zweite Ehefrau war Alice Lambin, die Schwester seiner ersten Frau.
Lebourg wurde am 27. Juni 1903 zum Ritter und am 22. Februar 1924 zum Offizier der Ehrenlegion ernannt. Lebourg wurde zum Mitglied der Académie der sciences, belles-lettres et arts von Rouen gewählt.